# Teoría del liderazgo funcional
La teoría del liderazgo funcional es la teoría particularmente útil para hacer frente a los comportamientos específicos del líder, se espera que contribuyan a la eficacia de la organización o unidad. Esta teoría sostiene que la principal tarea del líder es ver que todo lo que sea necesario para las necesidades del grupo es atendido; por lo tanto, un líder puede decir que han hecho su trabajo bien cuando han contribuido a la eficacia del grupo y la cohesión.
Las teorías funcionales de liderazgo se desarrollan mediante el estudio de los líderes exitosos e identificar las acciones y comportamientos que muestran. Los grandes estudios con una gran cantidad de datos permiten correlacionar lo que los líderes realmente hacen, es decir, sus acciones o funciones con sus resultados exitosos.
En este modelo el liderazgo no recae en una persona, sino que se basa en un conjunto de comportamientos del grupo que realiza las tareas. Como cualquier miembro del equipo puede demostrar estas conductas, cualquiera puede participar en el liderazgo. La teoría funcional de liderazgo, pone mayor énfasis en cómo está siendo liderada una organización o una tarea a la asignación formal del cargo.
Uno de los más conocidos y de mayor influencia de las teorías funcionales de liderazgo, que se utiliza en muchos programas de desarrollo de liderazgo, es " Liderazgo Centrado en la Acción" de John Adair. 
Adair desarrolla el modelo de Liderazgo Centrado en la Acción, representado con tres círculos que representan:
1. El logro de la tarea.
2. Desarrollo y consolidación del equipo
3. Desarrollo de los individuos.

El modelo crea una importante diferencia entre liderazgo y gestión.
Adair superpone los círculos están superpuestos para indicar que:
- La tarea solo puede ser realizada por el equipo y no por una sola persona.
- El equipo solo puede lograr la ejecución de tareas excelente si todos los individuos están completamente desarrollados.
- Los individuos requieren de la tarea para estar desafiados y motivados

## Las ocho Funciones del Liderazgo
Adair estableció las siguientes ocho funciones  para que los jefes de equipo sean responsables:
1. Definición de la tarea. Establecer objetivos claros que sean: específicos, medibles, realizables, realistas y en tiempos definidos (conocidos como SMART por sus siglas en inglés).
2. Planificación buscando alternativas para lograr las metas con una mente abierta y una actitud optimista. Definir planes de contingencia en caso de problemas.
3. Informar al equipo, creando un clima adecuado, promover las sinergias y sacando el máximo de cada individuo.
4. Mantener el control de lo que sucede, para conseguir los máximos resultados con los menos recursos.
5. Evaluar los resultados evaluando las consecuencias y definiendo cómo mejorar el rendimiento del equipo.
6. Motivar mediante el motivadores externos tales como premios e incentivos o internos como la satisfacción por el logro de cada miembro del equipo.
7. Organizar al equipo mediante una buena gestión del tiempo y una delegación efectiva.
8. Dar el ejemplo del comportamiento que las personas a su cargo deben emular.

## Implicancias para el debate de si un líder nace o se hace
El Liderazgo Funcional parte de la base que lo que puede hacer una persona, puede ser aprendida por otra. Sobre esta base, Adair sostiene que el liderazgo no es una habilidad heredada. Las teorías y modelos posteriores del liderazgo construyeron sobre esta base.